# Kibela
Kibela (Cibela) je stara frigijska "majka zemlja" koja je vladala cijelom prirodom. Svetkovanje joj je bilo karakteristično po divljem zanosu štovatelja i po tome što su se obredno zlijedili. U antici su Kibelu prikazivali s nazubljenom krunom, koja je normalan atribut azijskih boginja majki, i kako vozi kola što ih vuku lavovi. Zadržala je te crte i u renesansi, ali su joj bili dodani žezlo i ključ, a katkad i kugla. Odjeća joj je pretežno zelena i ukrašena cvjetovima. Kao jedno od četiri počela, personificira Zemlju. Kibelu su štovali u Frigiji u obliku svetoga kamena, koji je u Rim donesen 204. pr. Kr., za drugoga punskog rata. Također se spominje u rimskoj legendi kada je vestalinka Klaudija optužena zbog bluda i kada je s pomoću čuda uspjela dokazati svoju nevinost. Brod koji je prevozio kamenu priliku (kip) boginje Kibele (Cibele), Velike Majke (Magna Mater), iz Pergama u Rim, nasukao se u mulju na ušću Tibera. Vestalinka Klaudija Kvinta (Claudia Quinta), koju ocrniše da je bludnica, prizvavši kao svjedokinju svoje čednosti majku boginju, priveza pojas za pramac broda te ga stade vući uz rijeku. Kibelinu kamenu priliku prikazuju kako je nose u grad svećenici, u nazočnosti rimskoga vojskovođe Scipiona, dok Klaudija kleči pred njom.
Megalesia je svetkovina božice Kibele.